# St-Sulpice (La Celle-sur-Morin)

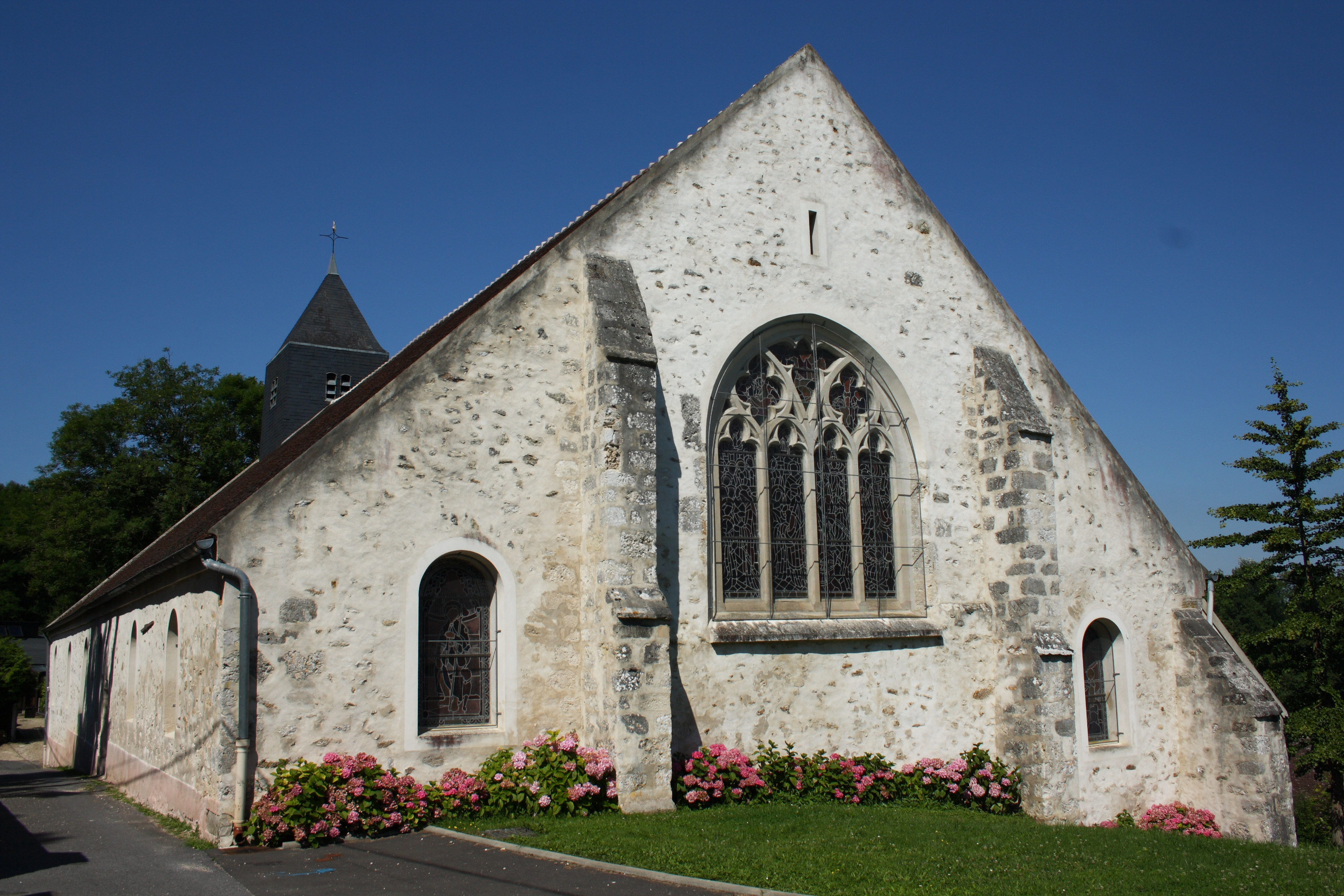
Pfarrkirche Saint-Sulpice

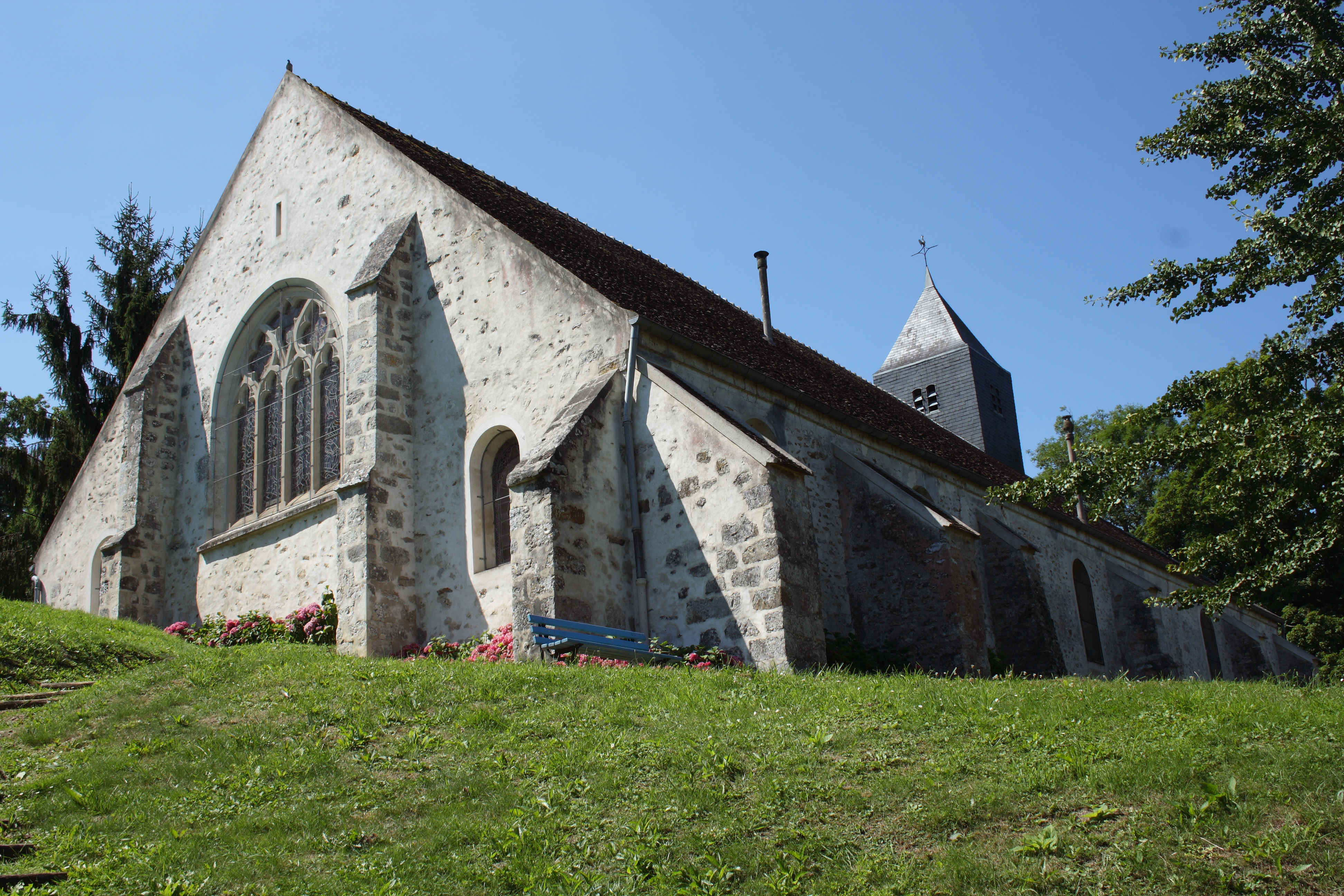
Ansicht von Nordosten

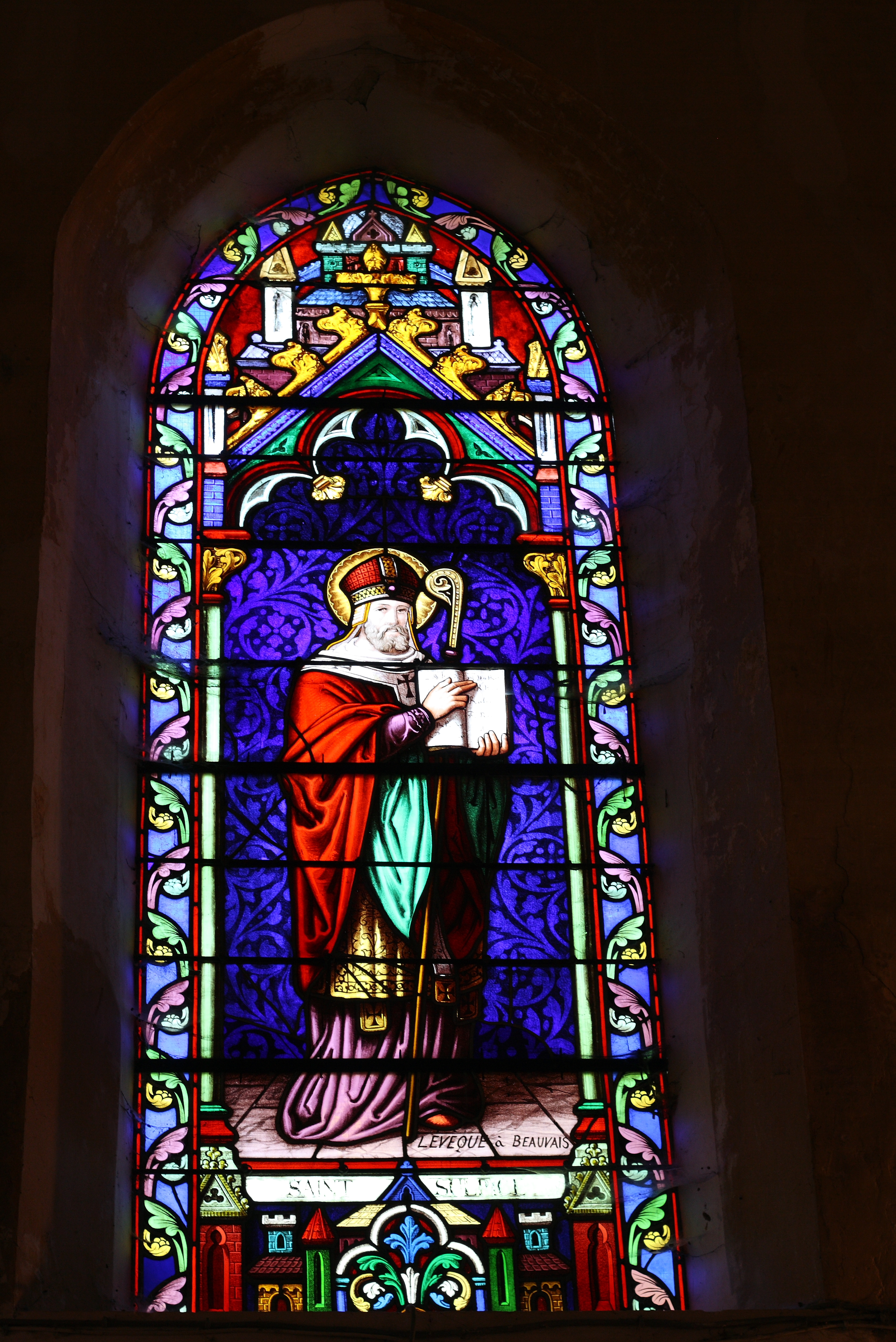
Bischof Sulpicius I. Bourges

Die katholische Pfarrkirche Saint-Sulpice in La Celle-sur-Morin, einer Gemeinde im Département Seine-et-Marne in der französischen Region Île-de-France, wurde im 12. Jahrhundert im Stil der Romanik errichtet. Die Kirche ist dem heiligen Sulpicius I. von Bourges geweiht. Dieser war Bischof von Bourges im 6. Jahrhundert.

## Architektur

### Außenbau
Über der Westfassade erhebt sich als Glockenturm ein mit Schiefer verkleideter quadratischer Dachreiter, der von einem Pyramidendach gedeckt wird. Die Außenmauern werden von Rundbogenfenstern durchbrochen und von weit vorstehenden Strebepfeilern gegliedert, die noch aus dem 12. Jahrhundert stammen. 

### Innenraum
Das Langhaus ist dreischiffig und in vier Joche gegliedert. Es  mündet im Osten in einen gerade geschlossenen Chor. Die beiden Joche des Chors besitzen noch ihr ursprüngliches Kreuzrippengewölbe. In der Ostwand des Chors öffnet sich ein vierbahniges Maßwerkfenster, das bei der Restaurierung der Kirche im 16. Jahrhundert durchgebrochen wurde. 1946 wurde ein Bleiglasfenster mit Szenen aus dem Leben Jesu eingebaut.

## Bleiglasfenster

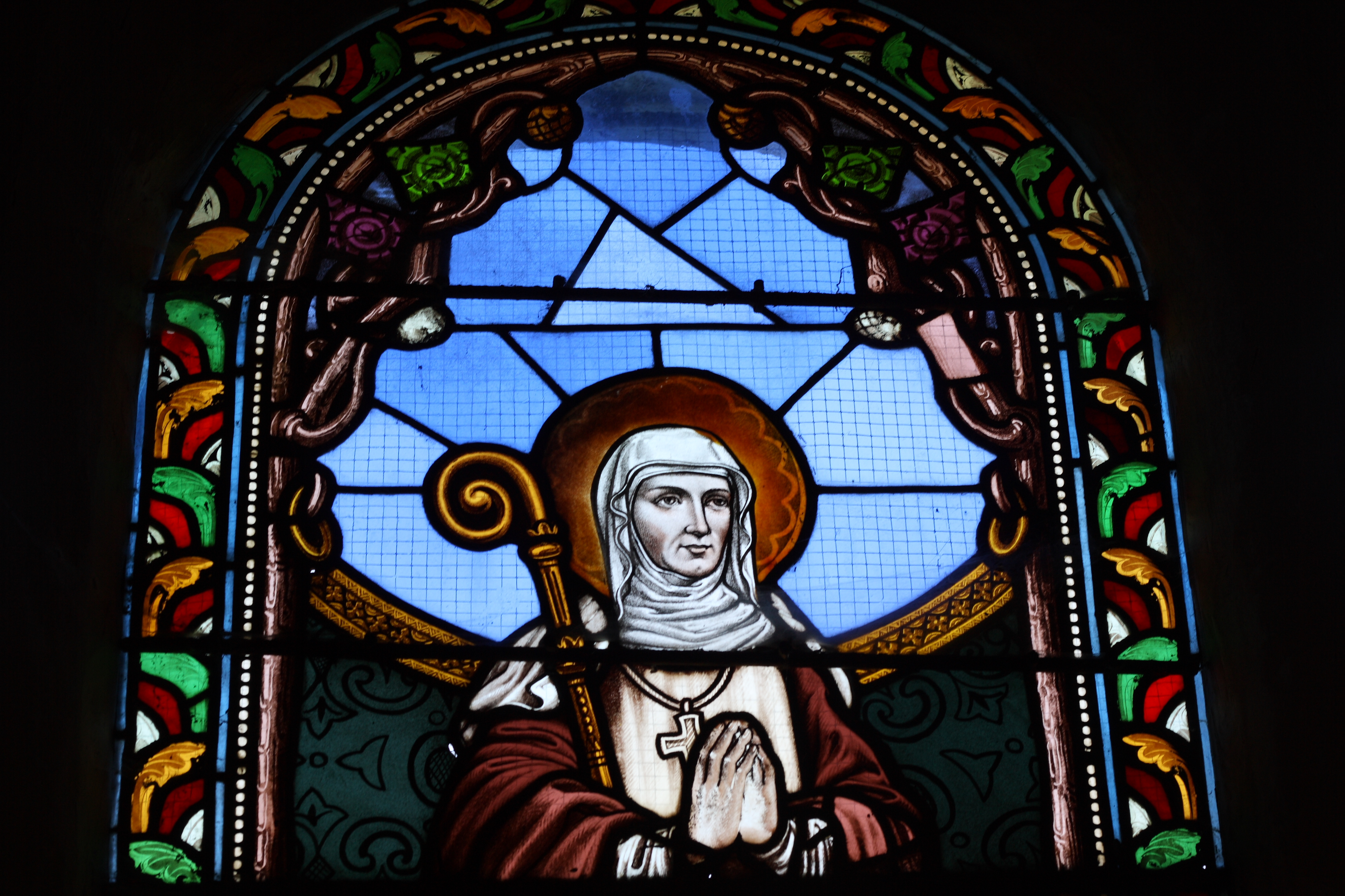
Heilige Fara

Die Kirche ist mit zahlreichen Bleiglasfenstern aus dem 19. Jahrhundert ausgestattet. Die Fenster mit den Darstellungen des heiligen Blasius, des heiligen Sulpicius, des Schutzpatrons der Kirche, und des Eremiten Blandinus von Meaux tragen die Signatur LÉVÊQUE à Beauvais, zum Teil mit der Jahreszahl 1868. Auf weiteren Fenstern sind die heilige Fara, Gründerin und Äbtissin des Klosters Faremoutiers, der heilige Rochus von Montpellier, Maria mit dem Jesuskind und der heilige Joseph dargestellt. 

## Ausstattung

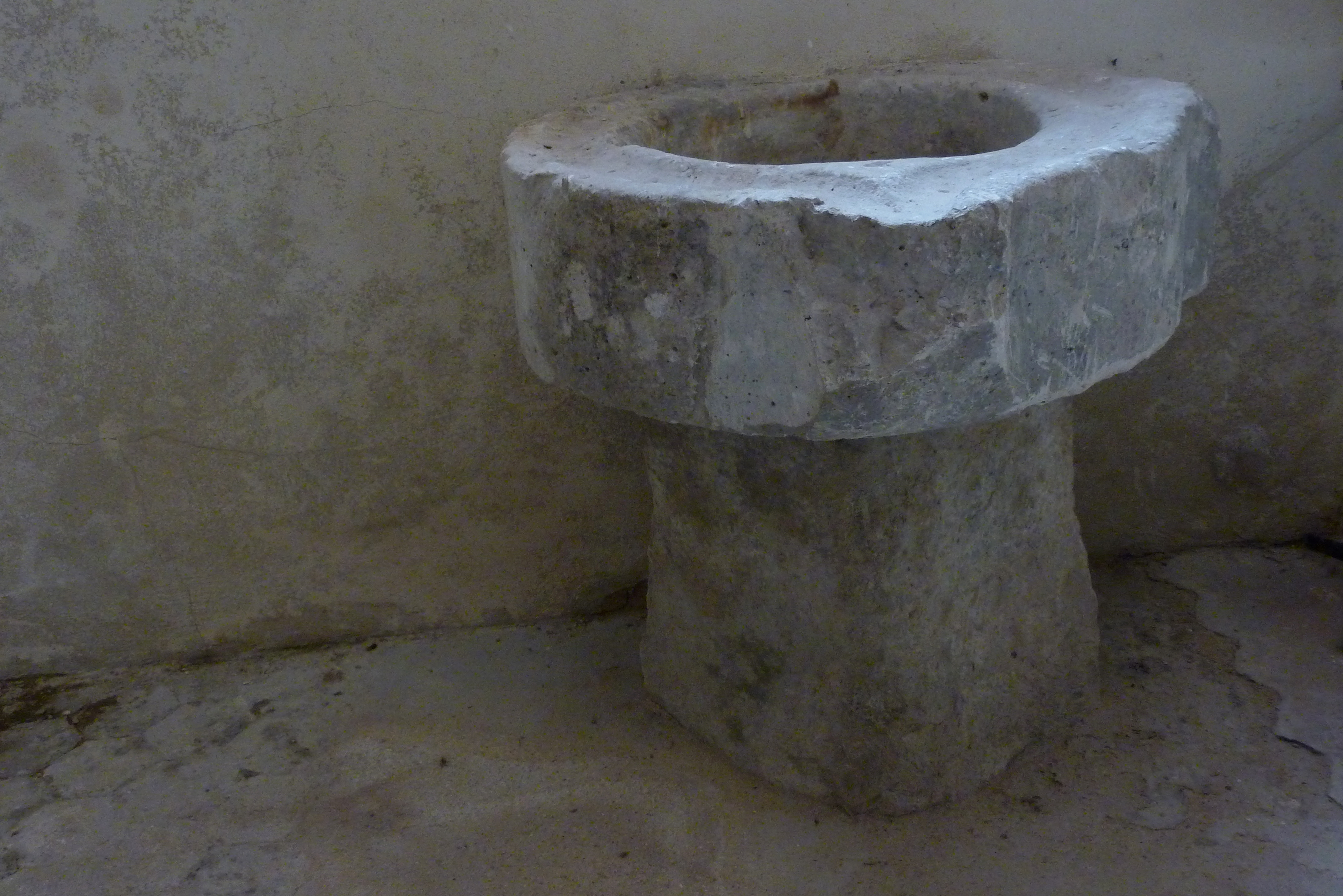
Brunnenschale aus dem 11. Jahrhundert

- In der Kirche wird eine Brunnenschale aus dem 11. Jahrhundert aufbewahrt. Sie stand ursprünglich im Kreuzgang des Benediktinerpriorats in La Celle-sur-Morin, das während der Französischen Revolution abgebrochen wurde.
- Die holzgeschnitzte Figur eines Bischofs wird ins 13. Jahrhundert datiert.
- Die farbig gefasste Madonnenfigur aus dem 15. Jahrhundert ist mit einem roten Kleid und einem blauen Umhang bekleidet. Auf ihrem linken Arm trägt sie das Jesuskind, das eine Taube in den Händen hält.
- Im Chor sind zwei Fresken aus dem 15. Jahrhundert erhalten. Eines stellt die Hochzeit zu Kana dar, das andere die Verklärung Christi.